# Parafia Świętego Krzyża w Borkowicach
Parafia Świętego Krzyża w Borkowicach – jedna z 10 parafii rzymskokatolickich dekanatu przysuskiego diecezji radomskiej.

## Historia
Parafia Borkowice została erygowana zapewne w 1309, gdyż wtedy Mikołaj, dziedzic Borkowic, uposażył kościół parafialny pw. Świętego Krzyża i św. Mateusza.
Inne źródła  podają, że najstarsze dzieje borkowickiej parafii sięgają XIV wieku, a erygowanie tej parafii pod wezwaniem Świętego Krzyża nastąpiło w 1365 roku, kiedy to krakowski biskup Bodzanta tworząc nowe parafie, wyznaczył wsie mające wejść w skład parafii Borkowice. Według Jana Długosza do parafii tej w XV wieku należało łącznie jedenaście wsi (Borkowice, Bryzgów, Jabłonica, Kawy, Ninków, Politów, Radestów, Ruski Bród, Ruszkowice, Wola Kuraszowa oraz Zdonków). W 1309 obszar tego okręgu parafialnego stał się własnością rycerską .
Pierwszy kościół drewniany (modrzewiowy) wystawił w 1360 roku Piotr Dunin Borkowski. Wcześniej istniała w Borkowicach kaplica dworska, a wieś należała do parafii Chlewiska. Drugi drewniany kościół ufundował w 1722 roku Włoch, Jan Dziboni, a jego budowa została ukończona staraniem nowego dziedzica Antoniego Nałęcz Małachowskiego. Świątynię tą poświęcił 21 września 1793 bp. Jan Kanty Lenczowski, sufragan lubelski. W 1828 roku budowlę rozebrano, a w jej miejsce postawiono kolejny – trzeci drewniany kościół, który to pełnił rolę świątyni tymczasowej .
Czwarty murowany kościół, został wybudowany z funduszy Katarzyny i Antoniego Małachowskich oraz ich syna Onufrego. Ten z zewnątrz neogotycki, a wewnątrz późnobarokowy gmach został zaprojektowany przez polskich architektów Franciszka Marię Lancię i Henryka Marconiego. Zaczęto go wznosić w 1829 roku, a ukończono w 1845. W skład budynków parafialnych weszła: organistówka, plebania, szpital, kilka zabudowań gospodarczych oraz dom dla służby kościelnej. Wnętrze kościoła podzielono na trzy nawy. W ołtarzu głównym znajduje się barokowy krucyfiks z ok. XVII wieku przedstawiający ukrzyżowanego Chrystusa. W ołtarzu bocznym, po lewej stronie widnieje obraz Matki Bożej Nieustającej Pomocy, a po jego prawej stronie ołowiana figura św. Antoniego Padewskiego, która otaczana jest szczególną czcią. Jej historia sięga 1646, kiedy to górnik Hilary Mala wykopał na kieleckiej Karczówce trzy kilkusetkilogramowe bryły ołowiu. Z uwagi na wielkość znaleziska – ogromnego jak na ówczesne czasy, stało się ono sensacją i było traktowane jako zjawisko nadprzyrodzone. Na polecenie starosty kieleckiego z galeny wyrzeźbiono trzy figury świętych: Najświętszej Maryi Panny, św. Barbary i św. Antoniego, które to umieszczono odpowiednio w katedrze kieleckiej, w klasztorze na Karczówce, a trzecią z nich w Borkowicach. W kościele znajdują się również inne zabytki tj. barokowe, drewniane rzeźby: św. Rocha – na konsoli ściennej pod amboną oraz św. Jana Nepomucena, a także dzwon zakrystyjny, antepedium ołtarza głównego, liczne obrazy, ornat, kielichy mszalne.
20 września 1846 konsekracji świątyni dokonał bp. Józef Joachim Goldtman .
Nieopodal Borkowic, na wzniesieniu znajduje się pamiątkowa kaplica wystawiona w 1933 przez ks. Jana Wiśniewskiego w 250. rocznicę zwycięstwa króla Jana III Sobieskiego nad Turkami pod Wiedniem .
We wrześniu 1939 roku, w wyniku starań ks. Jana Wiśniewskiego, do Borkowic przybyły Siostry Benedyktynki Misjonarki, które zamieszkały w domu parafialnym. Obok pracy w parafii, podjęły one także pracę z dziećmi, tworząc ochronkę. W 1997 roku rozpoczęto budowę nowego domu zakonnego. Jego część przeznaczono na przedszkole, którego poświęcenie miało miejsce 18 kwietnia 1999 roku.

## Proboszczowie
- ks. Antoni Gołębiowski, (1864–1908)[6]
- ks. Franciszek Szpotowicz, (1909–1913)[6]
- ks. Jan Wiśniewski, (1913–1943)[6]
- ks. Wincenty Wróbel, (1943–1945)[6]
- ks. Hieronim Cieślakowski, (1945–1963)[6]
- ks. Wacław Kaszewski, (1963–1965)[6]
- ks. kan. Mieczysław Ośka, (1965–1994)[7]
- ks. kan. Marek Józef Lurzyński, (1994–)

## Terytorium
- Do parafii należą: Bolęcin, Borkowice, Bryzgów, Ninków, Politów, Radestów, Rudno, Ruszkowice, Wymysłów, Zdonków[8].